# Ditlev Vibe
Pour les articles homonymes, voir Vibe.
Ditlev Vibe ( 15 novembre 1670 - 5 octobre 1731) est un homme d'État danois et gouverneur général de Norvège de 1721 à 1731.
Vibe est un ami d'enfance du futur Frederik IV. Il occupe diverses hautes fonctions, est devenu l'un des conseillers du roi qu'il a grandement influencé en particulier pour les décisions de politique étrangère pendant la Grande guerre du Nord. Lorsque Anne-Sophie de Reventlow est devenue reine, Vibe est démis de ses fonctions en 1721 et nommé à la place gouverneur général de Norvège jusqu'à sa mort. Il est considéré comme un "seigneur prudent" pour le bien du pays.
Il est parrain et a prêté son nom à l'écrivain Ditlevine Feddersen .

## Distinctions
- Chevalier de l'ordre de Dannebrog